# 雛菊金融中心

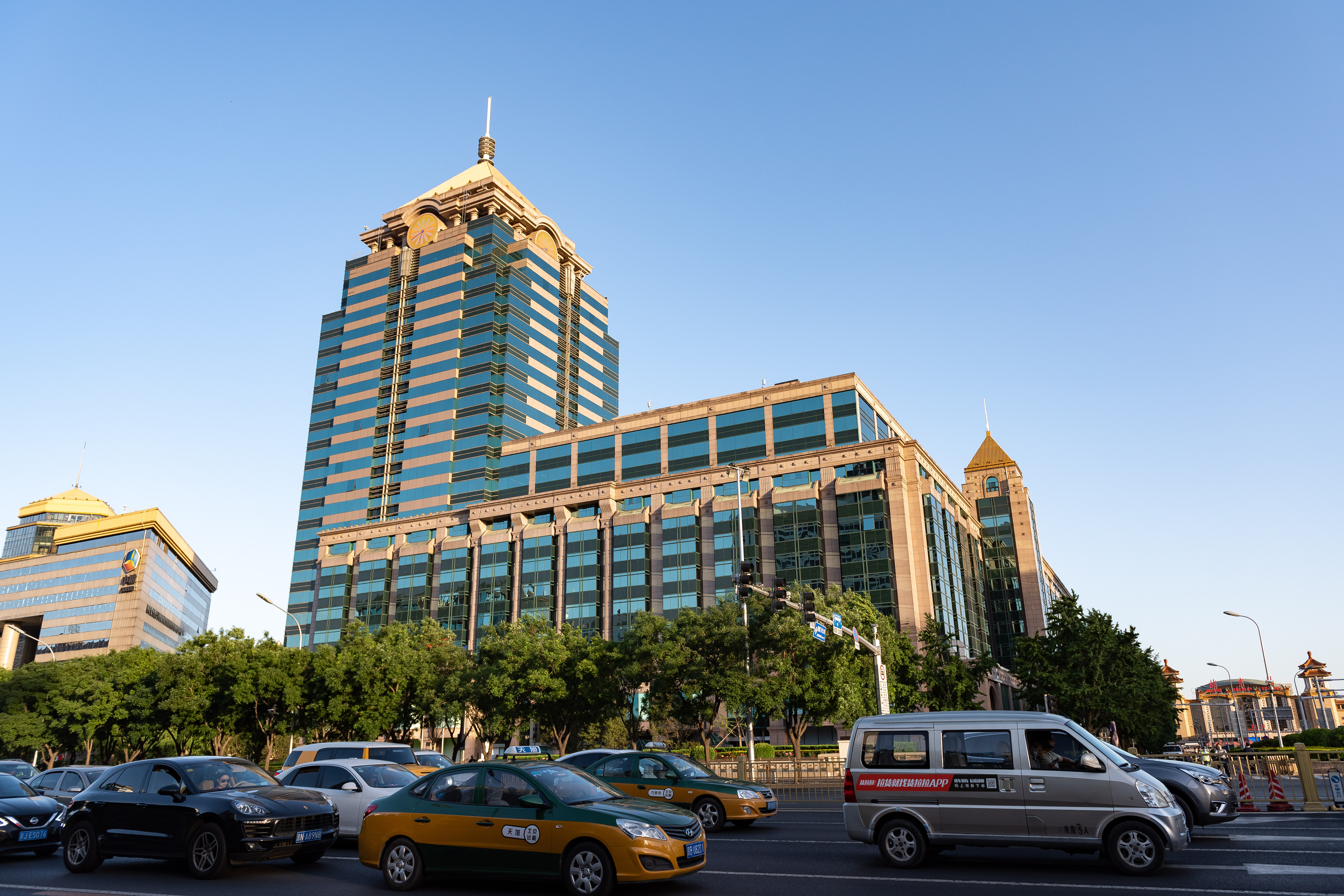
更名后的雏菊金融中心

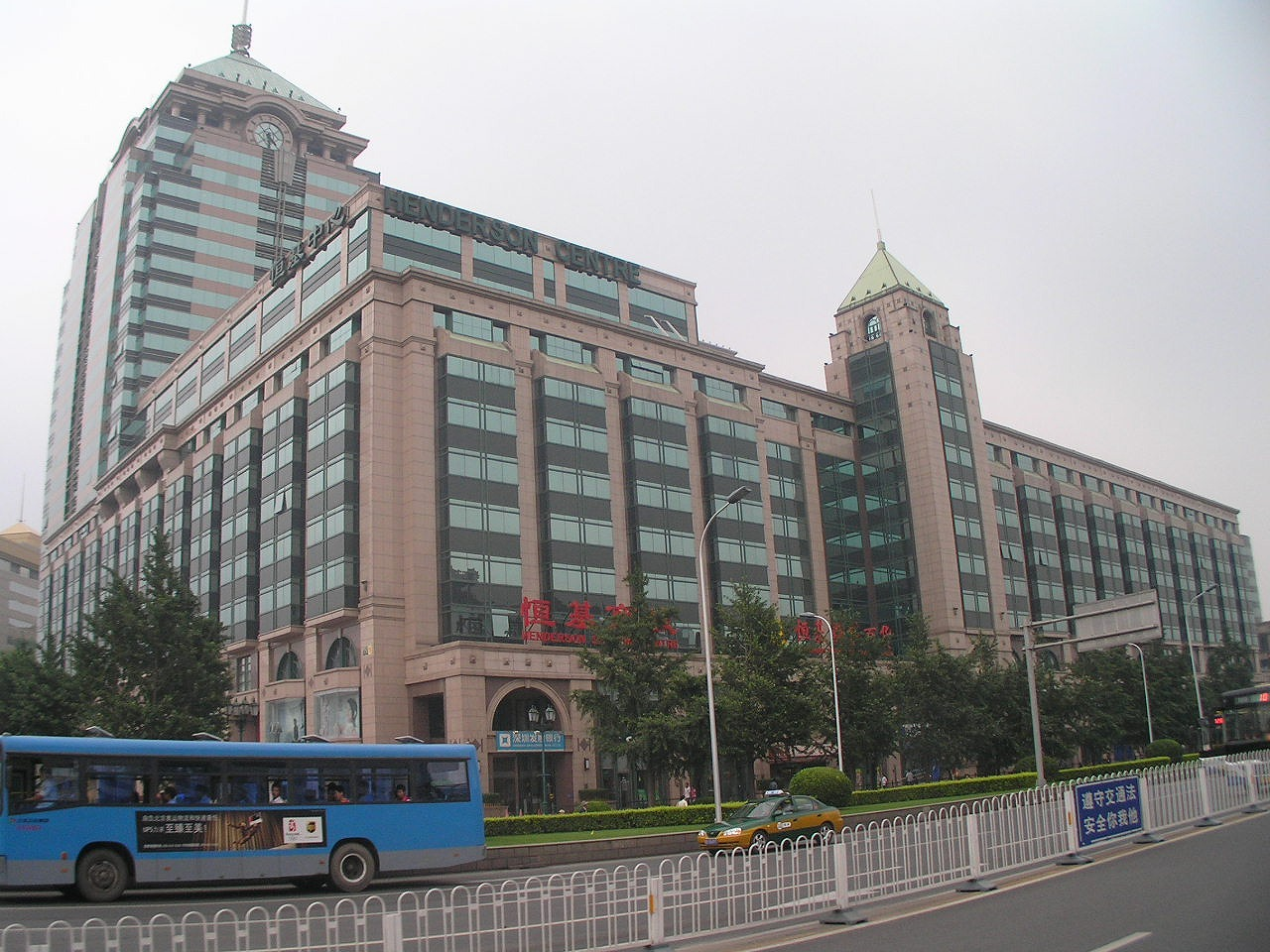
北京恒基中心

39°54′22″N 116°25′19″E / 39.90613°N 116.42205°E
北京恒基中心（英語：Henderson Centre, Beijing）位于北京市东城区建国门内大街18号。

## 简介
北京恒基中心位于建国门内大街南侧，北京站东侧，由关善明建筑师楼有限公司、北京市建筑设计研究院联合设计。建筑面积将近30万平方米，地上27层，地下3层，建筑高度为97米。该建筑集商场、豪华办公楼、酒店、餐饮及娱乐设施等于一体。恒基中心的立面东高西低。其东北角办公楼顶部设有钟楼，钟楼屋顶覆盖着绿铜板。该建筑被评为1990年代北京十大建筑之一。2016年底被雛菊機構以32.61億港元收購後，更名為雛菊金融中心。